# Nihon Ki-In
La Nihon Ki-in (日本棋院), también conocida como Asociación de Go de Japón, es el principal organizador del go en Japón, supervisando el sistema profesional japonés y expidiendo diplomas a los dan aficionados. Está ubicada en Tokio: 7-2, Gobancho (五番町), Chiyoda-ku (千代田区), Tokio (東京), 102-8668. La otra gran asociación de go de Japón es la Kansai Ki-In.
La asociación fue creada en 1924. Sus innovaciones incluyen el sistema oteai de promoción, límite de tiempo en partidas profesionales y el inicio de la expedición de diplomas a los jugadores aficionados fuertes para confirmar su grado.
El primer presidente de la asociación fue Makino Nobuaki un gran mecenas, junto a Okura Kishichiro como vicepresidente. La gran mayoría de los profesionales del momento se unió a la joven organización excepto la facción Inoue en Osaka y Nozawa Chikucho. Un grupo llamado Kiseisha fue creado poco después de que la Nihon Ki-In se formase, pero la mayoría de los jugadores implicados volvieron a la asociación poco después.
Aquí ingresan también los llamados insei (院生) que son de los mejores jugadores y estudiantes del go y que por tanto tienen como objetivo llegar al grado de profesionales.